# RAB耳の新聞
RAB耳の新聞（アールエービーみみのしんぶん）は、青森放送ラジオで放送されている番組である。

## 概要
1978年5月6日から開始され、2008年5月で放送開始から30年を迎えた長寿番組である。
当番組は、視覚障害者が企画・取材からオンエアに至るまでの番組製作全般を受け持っている。

## 放送時間
- 毎週日曜日 6時40分-7時00分
- なお、番組開始当初は土曜日[2]の放送だった。

## 出演者

### 現在の出演者
- 当番組では出演者のことを「パーソナリティー」と呼んでいる。
  - 板橋和幸（ミュージシャン）
  - 秋田修（弘前地区担当・マッサージ治療院 「さぱりあん」 院長）

その他

### 過去の出演者
- 小田垣康次（初代MCで、第1回目の放送を担当。）
- 安達尚彦（初代MC[3]）

## その他
- 2008年8月19日火曜日のあおもりTODAY「火曜なんだ?かんだ!」で「RAB耳の新聞31年なんだ?かんだ!」が放送されて、1978年5月6日土曜日の第1回放送のオープニング部分が放送された。また、当番組のパーソナリティ8人全員が、当コーナーに出演した。
- また、この「RAB耳の新聞31年なんだ?かんだ!」では、番組開始にあたってのエピソードも放送された。
- 2009年3月4日には当番組30周年記念として青森市民ホールで「すぎもとまさとハートフルコンサート」が開催された。
- 2022年12月24日放送の『RABラジオチャリティーミュージックソン』では、第1回放送の冒頭部分の一部が放送された。

## 受賞歴
- 「昭和53年度 ギャラクシー選賞」受賞[4]
- 「昭和54年度 日本民間放送連盟賞 ラジオ放送活動部門」入選[5]
- 「第61回東奥賞」受賞[6]